# Солас, Умберто
Умбе́рто Сола́с Борре́го (исп. Humberto Solás Borrego; 4 декабря 1941, Гавана, Куба — 18 сентября 2008, там же) — кубинский кинорежиссёр.

## Биография
Окончил исторический факультет Гаванского университета. С 1960 года работал в ИКАИКе. Публиковался в журнале «Cine cubano». В кинематографе начинал как ассистент режиссёра короткометражных лент. Внёс весомый вклад в создании циклов фильмов под общим названием «Народная энциклопедия».
Член жюри X Московского международного кинофестиваля (1977), 27-го Берлинского международного кинофестиваля (1977) и 47-го Берлинского международного кинофестиваля (1997).
В 2003 основал Кинофестиваль «Кино нищих» в кубинском городе Хибара.

## Избранная фильмография

### Режиссёр
- 1958 — Бег / La huida
- 1961 — Касабланка / Casablanca
- 1962 —  / Minerva traduce el mar
- 1963 —  / El refrato (к/м)
- 1964 —  / El Acoso (к/м)
- 1966 — Мануэла / Manuela
- 1968 — Лусия / Lucía
- 1972 — Один день в ноябре / Un día de noviembre
- 1974 — Симпарели / Simparelé
- 1976 — Кантата Чили / Cantata de Chile
- 1977 — Родиться в Ленинграде /  (д/ф)
- 1979 — Вильфредо Лам[1] / Wifredo Lam (д/ф)
- 1982 — Сесилия / Cecilia (по роману Сирило Вильяверде)
- 1984 — Амада / Amada
- 1986 — Преуспевающий человек / Un hombre de éxito (участник конкурсной программы Московского международного кинофестиваля)
- 1991 — Век просвещения / El Siglo de las luces (т/ф по роману Алехо Карпентьер)
- 2001 — Мёд для Осуна / Miel para Oshún
- 2005 — Адела / Adela
- 2005 —  / Barrio Cuba

## Награды
- 1969 — Золотой приз и Премия ФИПРЕССИ VI Московского международного кинофестиваля («Лусия»)
- 1974 — Приз «Золотая раковина» на Кинофестивале в Сан-Себастьяне («Симпарели»)
- 1976 — Приз «Хрустальный глобус» на кинофестивале в Карловых Варах («Кантата Чили»)
- 1982 — номинация на Золотую пальмовую ветвь 35-го Каннского кинофестиваля («Сесилия»)
- 1987 — номинация на Золотой приз XV Московского международного кинофестиваля («Преуспевающий человек»)
- 1988 — номинация лучший иностранный фильм на испанском языке на премию «Гойя» («Преуспевающий человек»)
- 1988 — номинация лучший иностранный фильм на испанском языке на премию «Гойя» («Мёд для Осуна»)
- 2005 — Национальная кинопремия Кубы